# スヴィヤガ川
スヴィヤガ川（スヴィヤガがわ、ロシア語: Свияга, ラテン文字表記: Sviyaga, タタール語: Зөя, Zöyä, ゾヤ川、チュヴァシ語: Сĕве）は、ロシア中央部のウリヤノフスク州からタタールスタン共和国を流れる河川であり、ヴォルガ川の右支流である。長さは375km、流域面積は16,700平方km。ヴォルガ川をせき止めたダム湖のクイビシェフ湖に、カザン西方のスヴィヤガ湾で注いでいる。11月から12月にかけて凍結し、4月から5月にかけて氷が解ける。船の運航が可能なのは下流のごくわずかな範囲のみである。
スヴィヤガ川はバルィシの南西30kmの丘陵地帯に発し、北東へ流れ、ウリヤノフスク州の州都ウリヤノフスク市内を流れている。ここではスヴィヤガ川はヴォルガ川から数kmにまで接近しているが、高い丘に阻まれて合流はできず、再びヴォルガ川から遠ざかり、200km北へ流れてからヴォルガ川に合流している。
スヴィヤジツクはヴォルガ川とスヴィヤガ川の合流点にあった村で、1551年にはイヴァン4世のカザン・ハン国攻略に当たってここに木造の要塞が作られた。要塞は上流のウグリチである程度組み立てられてヴォルガ川に流され、ここで引き揚げられて数週間で完成した。要塞や聖堂などの残る古い村は、1955年のクイビシェフダム完成後はダム湖に浮かぶ島となっている。